# Tripleurospermum ambiguum
Tripleurospermum ambiguum là một loài thực vật có hoa trong họ Cúc. Loài này được (Ledeb.) Franch. & Sav. miêu tả khoa học đầu tiên năm 1875.